# Rauschspannung
Die Rauschspannung UR ist das thermische Widerstandsrauschen (weißes Rauschen) bei einer bestimmten gemessenen Frequenz-Bandbreite B oder {\displaystyle \Delta f}.
Die Rauschspannung ist kein bestimmter Wert, sondern wird von einer anzugebenden Messbandbreite bestimmt; Rauschwerte ohne die dazugehörende Bandbreite sagen nichts aus. Beispiel: wird das Rauschen eines Widerstandes in einem 1 Hz breiten Frequenzbereich, z. B. von 1 Hz bis 2 Hz, gemessen, so ergibt sich der gleiche Messwert wie bei einer Messung von z. B. 19 999 Hz bis 20 000 Hz. D.h., die spektrale Leistungsdichte des weißen Rauschens ist konstant.
Bei konstanter Temperatur T und festem Widerstandswert R ändert sich die am Widerstand messbare Rauschspannung proportional zur Wurzel aus der Messbandbreite {\displaystyle B=\Delta f}:
{\displaystyle U_{\mathrm {R} }={\sqrt {4k_{\mathrm {B} }\cdot T\cdot R\cdot B}}}
mit
- der Boltzmannkonstante kB = 1,380649 · 10−23 J/K (Joule/Kelvin); J = W · s
- der absoluten Temperatur T
- dem Widerstand R
- der betrachteten Bandbreite B = f2 – f1.